# Artur Bartels
Artur Bartels (także w formie: Barthels) urodzony w 13 października  1818 w Wilnie, zmarł 23 grudnia 1885 w Krakowie – polski satyryk, komediopisarz, pieśniarz, rysownik nazywany polskim Bérangerem. Wśród współczesnych znany głównie ze swoich zdolności towarzyskich oraz jako wybitny wykonawca piosenek.

## Życiorys
Był synem Ludwika Bartelsa i Konstancji Zabłockiej , a spokrewniony miał być z ks. Leonem Radziwiłłem. Wykształcenie zdobywał w Petersburgu i Paryżu. Mieszkał w Rydze i Petersburgu. Następnie gospodarował jako ziemianin na roli na Polesiu. W tym też czasie pisał utwory satyryczne: wiersze i piosenki (zwykle własny tekst łączył z muzyką zapożyczoną od innych, natomiast obdarzony pięknym głosem często sam je po mistrzowsku śpiewał akompaniując sobie na fortepianie). Improwizował też własne utwory na fortepian. Rysował, głównie karykatury i malował sceny myśliwskie na desce. Zyskał na popularności po przeniesieniu się do Warszawy, a około 1875 r. do Krakowa. W Krakowie też parał się dziennikarstwem, m.in. pisując w latach 1878–1880 artykuły do pisma „Łowiec”, tam też zamieszczono poemat „Tydzień poleski”. Za żonę pojął Kazimierę Wańkowicz h. Lis, córkę Karola i Rozalii . Zmarł w Krakowie 23 grudnia 1885 . Dzieci albo nie pozostawił, albo brak o nich informacji. Pochowany na cmentarzu Rakowickim (kwatera W, rząd wschodni).

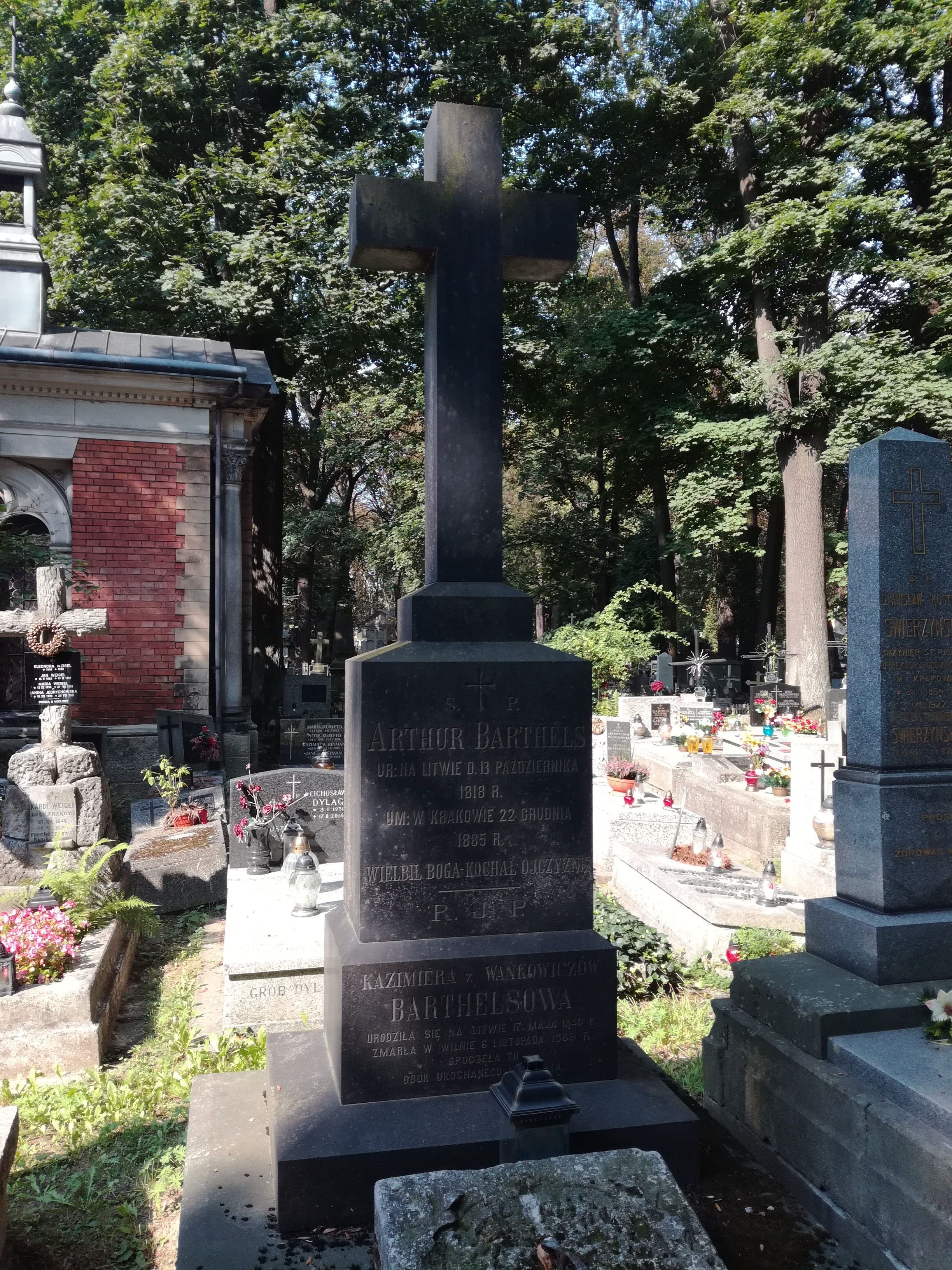
Grób Artura Bartelsa na cmentarzu Rakowickim w Krakowie

## Twórczość
Swoją działalność literacką rozpoczął od pisania dramatów i komedii (wydanych w 1859 roku), jednak największą popularność przyniosły mu zbiory piosenek, takie jak Zbiór piosnek (1870) i Drugi zbiór piosnek (1878). Po jego śmierci ukazały się Satyry (1888) oraz Piosnki i satyry (1888). Twórczość Bartelsa, charakteryzująca się lekkim i radosnym tonem, zawierała również elementy satyryczne, często krytykujące pasożytnicze życie szlachty (np. utwór Dzionek obywatelski). Jedna z jego piosenek, Warszawa, zyskała w latach komunizmu w Polsce nieoczekiwaną aktualność i była często śpiewana, szczególnie jej słowa: 
„Niedowiarki czcze umysły
Pletą nam rozprawy,
Że na tamtym brzegu Wisły
Nie ma już Warszawy.”

### Poezje
- „Piosenki i satyry”, Kraków, nakładem K. Bartoszewicza, druk A. Koziańskiego; zeszyt 1 – 1888; zeszyt 2 – 1890; (Oba wydania pośmiertne i zawierające tylko teksty, bez nut. Dopiero następne wydania z nutami. Za najlepsze uchodziły: „Ciocia Salusia”, „Pana Marjanna”, „Departament niższej Sekwany”.)[7][3];
- „Goście” (farsa)[3];
- „Popas w Miłosnej” (farsa)[3];
- „Tydzień poleski, ustęp z życia myśliwskiego na Litwie.” (poemat), Kraków, nakładem autora, druk A. Koziańskiego, 1883[7][3].

Niewydana spuścizna rękopiśmienna po części pozostaje w posiadaniu rodziny jego żony – Wańkowiczów; po części zaginęła.

### Rysunki
- cykl „Album wileński” (Album de Vilna[2]; z własnymi karykaturami zawierający serię Kraków, nakładem K. Bartoszewicza, druk A. Koziańskiego, rysunków: „Łapigrosze”, „Pan Atanazy Skorupka”, „Pan Eugeniusz”), K. Wilczyński, 1858[3].
- Drama i komedie (1859)[2]